# Gaylussacia amazonica
Gaylussacia amazonica är en ljungväxtart som beskrevs av Huber. Gaylussacia amazonica ingår i släktet Gaylussacia och familjen ljungväxter. Inga underarter finns listade i Catalogue of Life.